# Sphaeramia orbicularis
Espèce
Sphaeramia orbicularis ou Apogon orbiculaire est un poisson de la famille des Apogonidae.